# ورزشگاه اورتون
ورزشگاه اورتون یک ورزشگاه فوتبال در حال ساخت در براملی مور داک در واکسهال، لیورپول، انگلستان است که قرار است از فصل ۲۰۲۵–۲۰۲۶ به ورزشگاه خانگی اورتون تبدیل شده، و جایگزین ورزشگاه ورزشگاه گودیسون پارک شود. 
همچنین این ورزشگاه قرار است میزبان بازی های جام ملت‌های اروپا ۲۰۲۸ باشد. 

## ویژگی های ورزشگاه

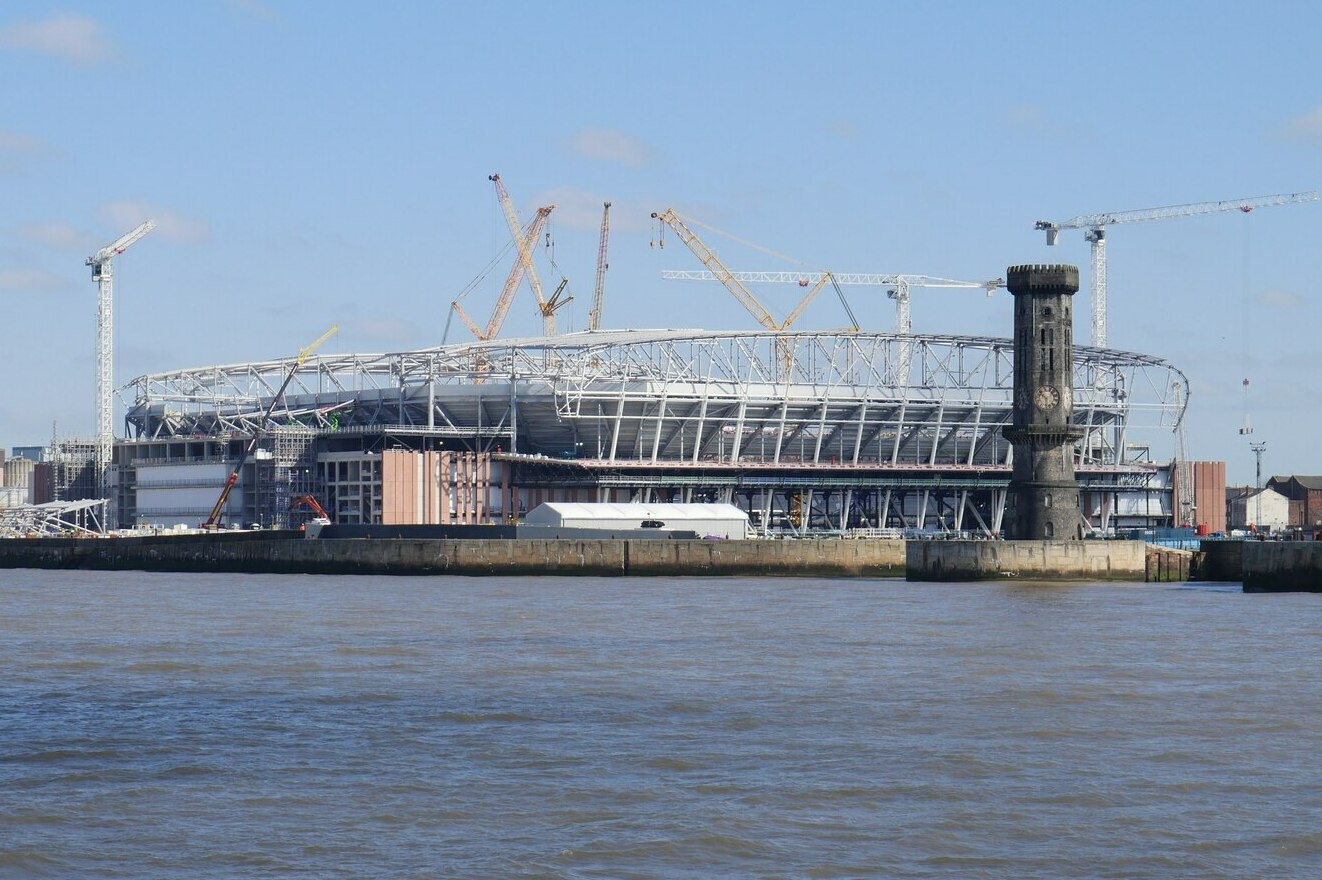
ورزشگاه در حال ساخت اورتون و برج ویکتوریا در سمت راست آن، در آوریل ۲۰۲۳

ورزشگاه جدید اورتون یک طرح کاسه ای با ظرفیت پیشنهادی ۵۲۸۸۸ و ساخته شده از فولاد و شیشه است و اسکله ای که ورزشگاه بر روی آن قرارگرفته با شن و ماسه احیا شده از رودخانه مرسی ساید پر شده است.
قرار است مشابه ورزشگاه تاتنهام هاتسپر، یک جایگاه  ۱۳۰۰۰ نفری در نظر گرفته شود که طبق گزارشات از "دیوار زرد" در ورزشگاه وستفالن، ورزشگاه باشگاه فوتبال بروسیا دورتموند الهام گرفته شده است.